# Licencja na holowanie narciarza wodnego i statków powietrznych

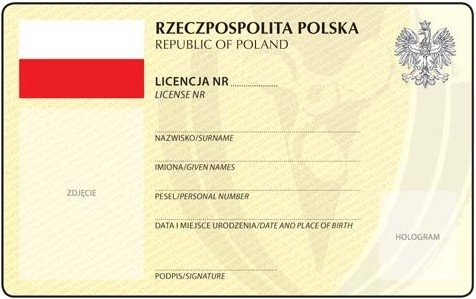
awers licencji motorowodnej na holowanie

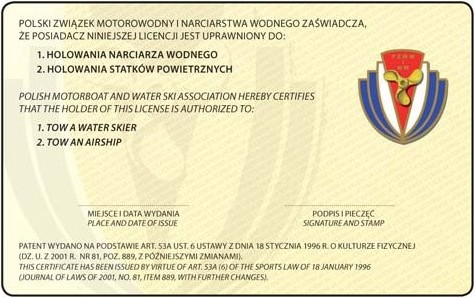
rewers licencji motorowodnej na holowanie

Licencja na holowanie narciarza wodnego i statków powietrznych - dawny państwowy dokument wymagany do holowania narciarza wodnego lub statków powietrznych za jachtem motorowym.  
Obecnie zastąpiona dwoma dokumentami:
- Licencja do holowania narciarza wodnego lub innych obiektów pływających
- Licencja do holowania statków powietrznych